# Liste der Auslandsvertretungen Dschibutis

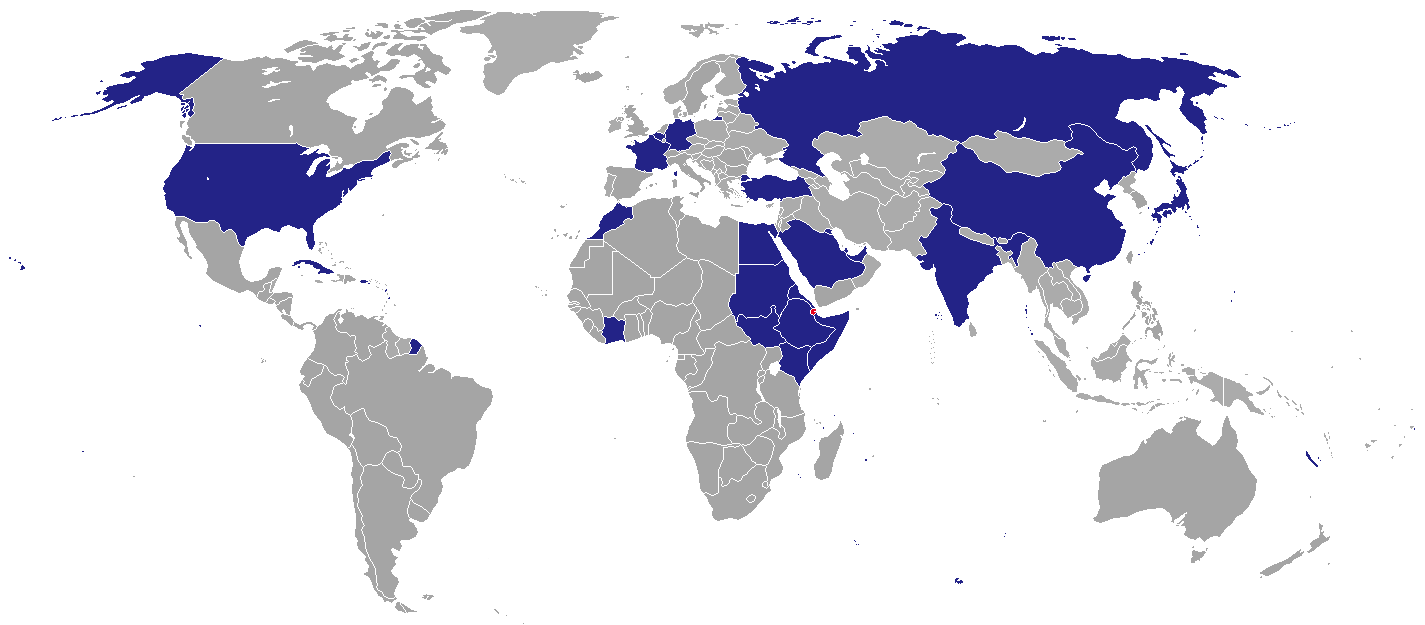
Standorte der diplomatischen Vertretungen Dschibutis

Dies ist eine Liste der diplomatischen und konsularischen Vertretungen Dschibutis.

## Diplomatische und konsularische Vertretungen

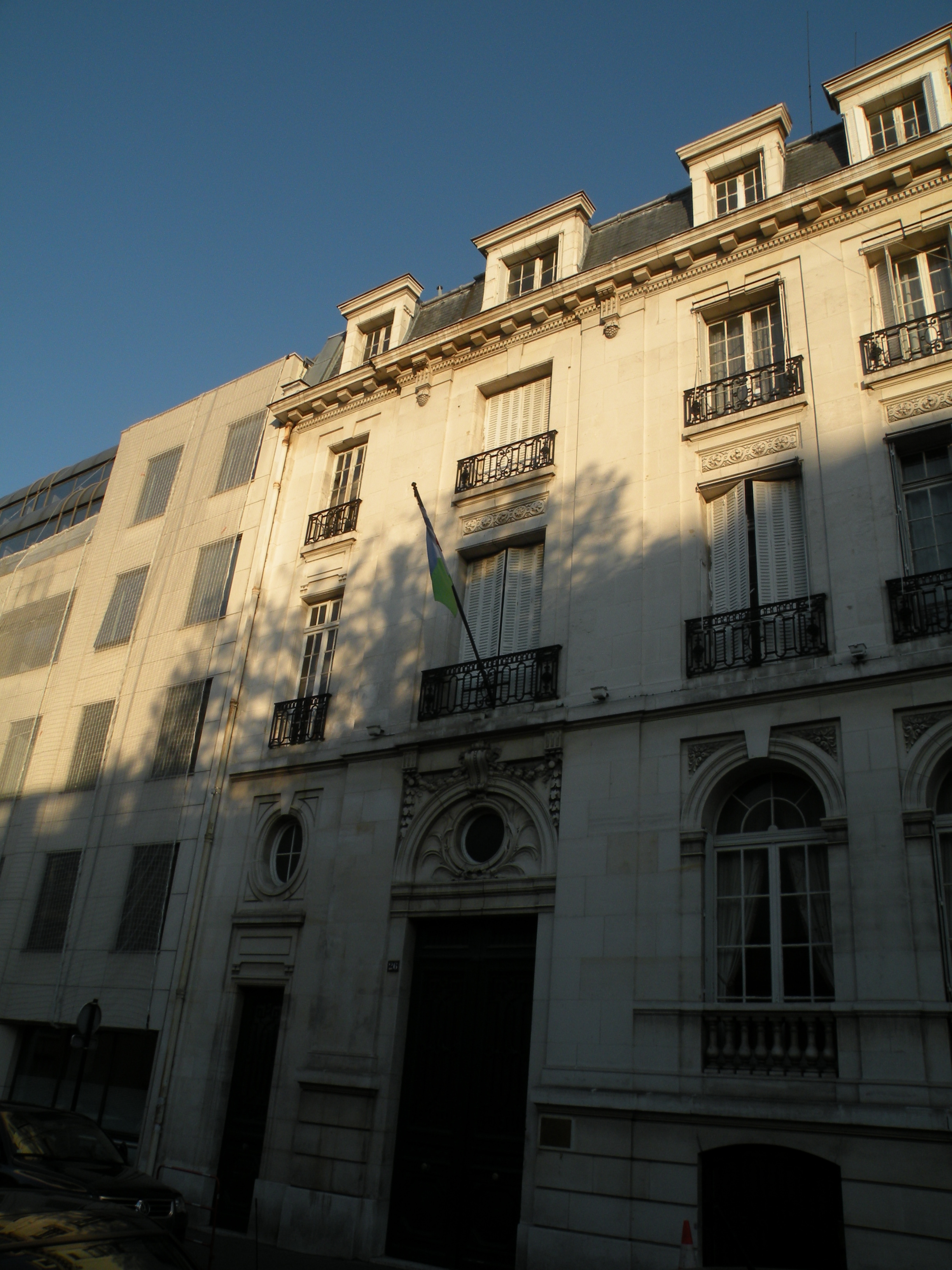
Dschibutische Botschaft in Paris

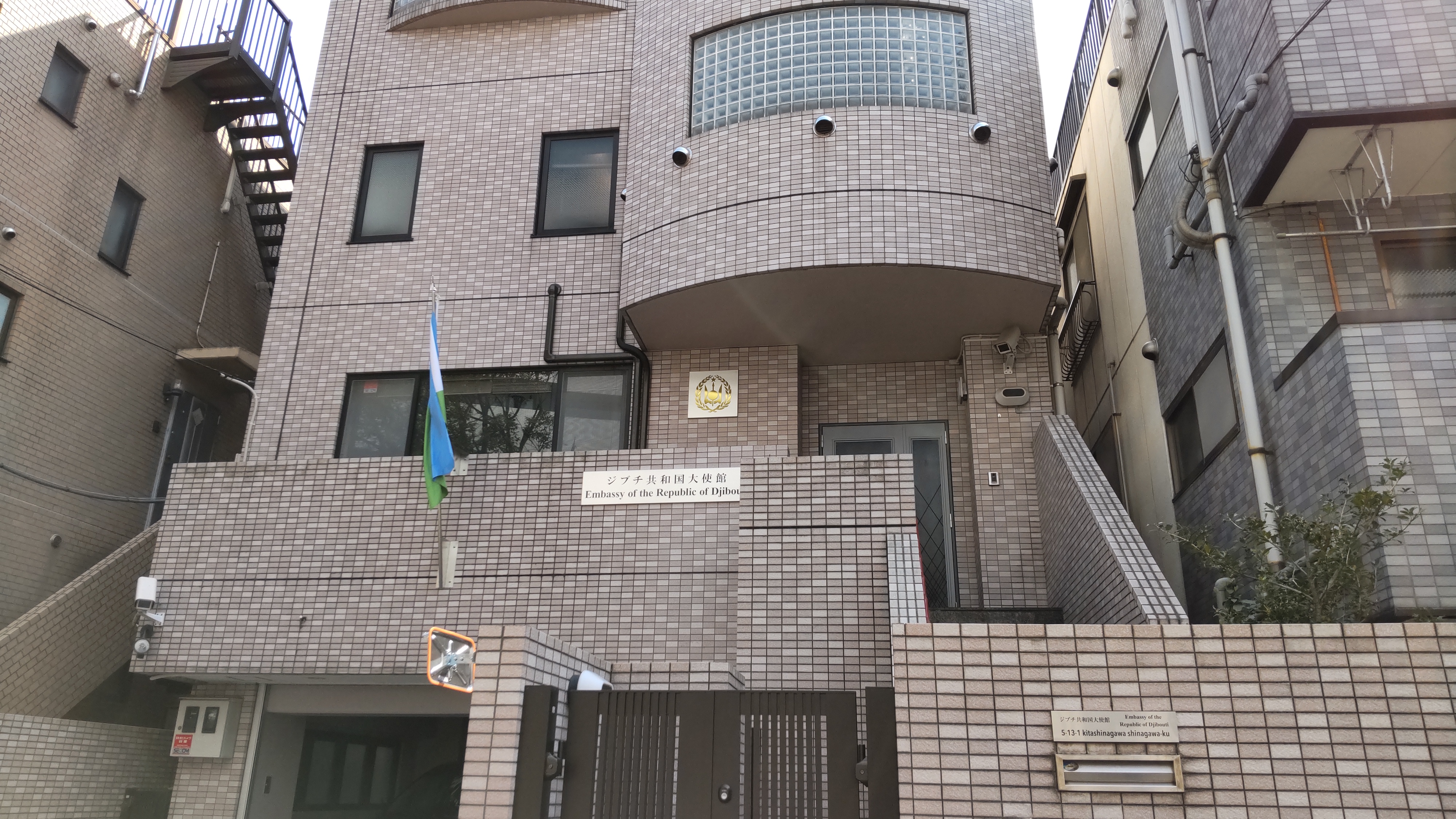
Dschibutische Botschaft in Tokyo

### Afrika
| - Ägypten: Kairo, Botschaft - Äthiopien: Addis Abeba, Botschaft - Äthiopien: Dire Dawa, Generalkonsulat - Eritrea: Asmara, Botschaft | - Marokko: Rabat, Botschaft - Kenia: Nairobi, Botschaft - Somalia: Mogadischu, Botschaft - Sudan: Khartum, Botschaft |

### Asien
| - Volksrepublik China: Peking, Botschaft - Indien: Neu-Delhi, Botschaft - Indien: Mumbai, Generalkonsulat - Japan: Tokyo, Botschaft - Jemen: Sanaa, Botschaft - Katar: Doha, Botschaft | - Kuwait: Kuwait, Botschaft - Saudi-Arabien: Riad, Botschaft - Saudi-Arabien: Dschidda, Generalkonsulat - Vereinigte Arabische Emirate: Abu Dhabi, Botschaft - Vereinigte Arabische Emirate: Dubai, Generalkonsulat |

### Europa
| - Belgien: Brüssel, Botschaft - Deutschland: Berlin, Botschaft - Frankreich: Paris, Botschaft | - Schweiz: Genf, Botschaft - Türkei: Ankara, Botschaft |

### Nordamerika
- Kuba: Havanna, Botschaft
- Vereinigte Staaten: Washington, D.C., Botschaft

## Vertretungen bei internationalen Organisationen
- Vereinte Nationen: New York, Ständige Mission
- Arabische Liga: Kairo, Ständige Mission